# Batrachorhina wittei
Batrachorhina wittei är en skalbaggsart som beskrevs av Stefan von Breuning 1954. Batrachorhina wittei ingår i släktet Batrachorhina och familjen långhorningar. Inga underarter finns listade.